# Paul Dillon
Paul Dillon (Joliet, ...) è un attore statunitense.

## Biografia

### La carriera
Cominciò la sua carriera nel mondo dello spettacolo a Chicago. Esordì come attore cinematografico nel 1994 interpretando il ruolo di Neal Brooker nel film Occhi nelle tenebre (Blink). 
Il film di maggior successo in cui ha un ruolo accreditato è Austin Powers - Il controspione, nel quale interpretava il ruolo di Patty O'Neal.
Memorabile è la sua interpretazione del "tassista" in Hellcab - Un inferno di taxi.
Dillon è apparso anche in molte serie televisive di successo come CSI: Miami e The Guardian, ed ha inoltre interpretato il ruolo di Angelo nella serie tv Jarod il camaleonte.
Recentemente è comparso nella serie tv drammatica del network statunitense ABC Night Stalker interpretando il ruolo di Ezekiel.
Attualmente interpreta il ruolo di Gary nella commedia Rantoul and Die.
Egli è inoltre il fondatore nonché direttore artistico del gruppo teatrale d'improvvisazione "Bang Bang".

## Filmografia parziale

### Cinema
- Occhi nelle tenebre (Blink) (1994)
- Assassini nati - Natural Born Killers (1994)
- Facile preda (1995)
- Corsari, regia di Renny Harlin (1995)
- Austin Powers - Il controspione (Austin Powers: International Man of Mystery), regia di Jay Roach (1997)
- Hellcab - Un inferno di taxi (1997)
- Fight Club, regia di David Fincher (1999)
- The Bikeriders, regia di Jeff Nichols (2023)

### Televisione
- Jarod il camaleonte (The Pretender) – serie TV, 24 episodi (1997-2000)
- Il camaleonte assassino (The Pretender 2001), regia di Frederick King Keller – film TV (2001)
- L'isola del fantasma (The Pretender: Island of the Haunted), regia di Frederick King Keller – film TV (2001)
- The Guardian – serie TV, 1 episodio (2003)
- CSI: Miami – serie TV, 1 episodio (2004)
- Night Stalker – serie TV, 1 episodio (2005)

## Doppiatori italiani
Nelle versioni in italiano delle opere in cui ha recitato, Paul Dillon è stato doppiato da:
- Sergio Di Giulio in CSI - Scena del crimine, CSI: Miami
- Massimo Lodolo in Occhi nelle tenebre
- Sergio Matteucci in Corsari
- Gianni Williams in Millenium
- Roberto Certomà in Jarod il camaleonte (1ª voce)
- Ennio Coltorti in Night Stalker
- Wladimiro Grana in The Closer
- Ambrogio Colombo in The Shield